# Ludwik Strugała
Ludwik Strugała (ur. 2 lipca 1894 w Bolechowicach, zm. 4 sierpnia 1935 w Niedźwiedziu) – podpułkownik dyplomowany piechoty Wojska Polskiego, działacz niepodległościowy, kawaler Orderu Virtuti Militari.

## Życiorys
Urodził się 2 lipca 1894 w Bolechowicach, w ówczesnym powiecie krakowskim Królestwa Galicji i Lodomerii, w rodzinie Franciszka i Marii z Bednarskich. Kształcił się w c. i  k. V Gimnazjum w Krakowie, w którym w 1912 ukończył VII klasę, zdał egzamin dojrzałości w 1913. Podjął studia w Wyższej Szkole Przemysłowej w Krakowie.
Po wybuchu I wojny światowej w sierpniu 1914 został wcielony do armii austro-węgierskiej i przydzielony do 87 pułku piechoty, w charakterze jednorocznego ochotnika. 1 lutego 1915 jako kadet i dowódca plutonu został wysłany na front rosyjski. 16 lipca 1915 w stopniu chorążego został wzięty do niewoli rosyjskiej, w której przebywał w kilku obozach do 6 lipca 1918. W tym czasie zaangażował się w działalność konspiracyjnego Związku Wojskowych Polaków. W dniu odzyskania wolności z niewoli wstąpił do Wojska Polskiego na Wschodzie w Samarze i latem 1918 był jednym z organizatorów formowanego w Bugurusłanie 1 pułku strzelców polskich im. Tadeusza Kościuszki. W szeregach tej jednostki jako dowódca 4 kompanii od listopada 1918 do 15 stycznia 1919 walczył na froncie ufańskim (m.in. w bitwie pod Konstantynówką w listopadzie, pod Belebej w grudniu). Następnie został odkomenderowany na kurs w rosyjskiej Akademii Sztabu Generalnego w Tomsku. W tym czasie został mianowany podporucznikiem. Po ukończeniu kursu 5 maja 1919 został skierowany z powrotem do Nowonikołajewska i od tego czasu był oficerem sztabu 5 Dywizji Strzelców Polskich i adiutantem dowódcy, Jana Skorobohatego-Jakubowskiego. W trakcie rewolucji bolszewickiej podczas walk w Stepie Kułundyjskim ewakuował z linii walk rannego dowódcę. W styczniu 1920 pod Krasnojarskiem będąc w stanie chorobowym dostał się do niewoli bolszewickiej, a po wyzdrowieniu 10 maja 1920 uciekł z obozu jenieckiego. 
Do Polski przybył 19 sierpnia 1920 i natychmiast został włączony do działań Wojska Polskiego podczas trwającej wojny polsko-bolszewickiej, obejmując stanowisko dowódcy 9 kompanii w 1 pułku strzelców. 
19 stycznia 1921 roku został zatwierdzony z dniem 1 kwietnia 1920 roku w stopniu kapitana, w piechocie, w grupie oficerów byłej armii austriacko-węgierskiej. 1 czerwca 1921 roku pełnił służbę w 82 pułku piechoty. 3 maja 1922 roku został zweryfikowany w stopniu kapitana ze starszeństwem z dniem 1 czerwca 1919 roku i 992. lokatą w korpusie oficerów piechoty, a jego oddziałem macierzystym był nadal 82 Syberyjski pułk piechoty. W 1923 roku był oficerem 84 pułku Strzelców Poleskich w Pińsku. W styczniu 1924 roku został odkomenderowany do Oddziału V Sztabu Generalnego. W marcu tego roku został przeniesiony z 84 do 69 pułku piechoty w Gnieźnie z pozostawieniem na odkomenderowaniu w Oddziale V SG. W 1928 roku był dowódcą II batalionu 69 pułku piechoty. 12 kwietnia 1927 roku został awansowany na majora ze starszeństwem z dniem 1 stycznia 1927 roku i 85. lokatą w korpusie oficerów piechoty. 24 stycznia 1928 Inspektor Armii gen. Rydz-Śmigły wystawił opinię o Ludwiku Strugale: „Inteligencja duża i ruchliwa, pracuje dużo ... dobry organizator, dba o podwładnych, Wybija się ponad przeciętność”.
Z dniem 2 listopada 1928 roku został powołany do Wyższej Szkole Wojennej w Warszawie na Kurs 1928–1930 z równoczesnym przeniesieniem macierzyście do kadry oficerów piechoty. Po ukończeniu I roku kontynuował studia w Wyższej Szkole Wojennej w Paryżu (franc. École Supérieure de Guerre). Z dniem 1 listopada 1931 roku, po ukończeniu studiów i otrzymaniu dyplomu naukowego oficera dyplomowanego, został przeniesiony do Dowództwa Okręgu Korpusu Nr X w Przemyślu. W listopadzie 1933 został przeniesiony do Biura Inspekcji Generalnego Inspektora Sił Zbrojnych w Warszawie na stanowisko oficera do prac. Od 1934 był organizatorem koła byłych żołnierzy V Dywizji Syberyjskiej przy Związku Sybiraków. Na początku czerwca 1935 został wybrany członkiem zarządu Towarzystwa Wiedzy Wojskowej. 27 czerwca 1935 roku został awansowany na podpułkownika ze starszeństwem z dniem 1 stycznia 1935 roku i 19. lokatą w korpusie oficerów piechoty. Zmarł w niedzielę 4 sierpnia 1935 roku podczas urlopu w miejscowości Niedźwiedź koło Mszany Dolnej. Tam w środę 7 sierpnia 1935 roku został pochowany .
Był żonaty, miał syna i córkę.

## Ordery i odznaczenia
- Krzyż Srebrny Orderu Wojskowego Virtuti Militari nr 7712[1][25]
- Krzyż Niepodległości – 2 sierpnia 1931 „za pracę w dziele odzyskania niepodległości”[26]
- Krzyż Walecznych dwukrotnie[27][2]
- Złoty Krzyż Zasługi[27][2]
- Odznaka Pamiątkowa Generalnego Inspektora Sił Zbrojnych – 12 maja 1936